# Filoteo Alberini
Filoteo Alberini (Orte, 14 de marzo de 1867 – Roma, 11 de abril de 1937) fue un inventor y pionero del cine italiano.

## Biografía
Nació en Orte, un pequeño municipio del Lacio italiano, donde comenzó a trabajar como artesano. Después de hacer el servicio militar en Padua, fue contratado por el Instituto Geográfico Militar situado en Florencia. En 1891 recibió una medalla de oro por sus desarrollos fotográficos para la reproducción de mapas.

## Inventor
Interesado en la mecánica y en la fotografía, en 1894, inventó y patentó el "Kinetógrafo Alberini", dotado de una manivela que al accionarla permitía ver a través de una lente los fotogramas en movimiento de una película colocada en su interior. Estaba inspirado en el quinetoscopio de Thomas Alva Edison. Aunque su invención ocurrió un año antes que la del cinematógrafo de los hermanos Lumière, la patente le fue concedida en diciembre de 1895, precisamente el mismo mes y año en que los franceses proyectaron por primera vez La Salida de los Talleres Lumière. A pesar de que el invento de Alberini no tuvo la misma repercusión que la de los Lumière, su contribución al desarrollo del cine en Italia ha sido notable.
Otras invenciones posteriores fueron la cinepanoramica (un sistema de lente para cámara que amplía la imagen en la pantalla, un antecesor del VistaVision), el «cine-reloj» (una cámara fotográfica de película con muchos fotogramas que podía verse con un dispositivo manual), un limpiador de películas y un accesorio para ser fijado a las cámaras, un precursor de la toma secuencial.

## Empresario
A Alberini se le atribuye la apertura de la primera sala de cine en Italia. Se trata de la sala del «Reale Cinematografo Lumière», inaugurada en 1899. En 1900 Remondini, otro empresario, abrió en Florencia la sala Edison, más popular, lo que obligó a Alberini a cerrar la suya.
En 1904 fundó, también en Roma, en la Plaza Esedra (actual Plaza de la República), el «Cinema Moderno», la primera sala de proyecciones de la capital.
En 1904 fundó con su amigo Dante Santoni la empresa «Primo Stabilimento Italiano di Manifattura Cinematografica Alberini & Santoni», que en 1906 cambió su nombre a «Cines», con sede en Roma, en el barrio de San Juan.

## Director de cine
En 1905 inicio su carrera como director de cine rodando La presa di Roma («La toma de Roma»), que se considera fue uno de los primeros largometrajes italianos y su trabajo más notable. Esta película tenía una longitud de 255 metros (en aquella época la duración media era de 60 metros) y costó 500 liras. Relataba los acontecimientos de la toma de Roma por las tropas italianas el 20 de septiembre de 1870.  
Según la versión más acreditada, su primera proyección tuvo lugar precisamente en Porta Pia el 20 de septiembre de 1905, con ocasión del 35º aniversario de la capitalidad de Roma, y se estima que asistieron más de cien mil personas en esa fecha y en los días siguientes; Investigaciones posteriores han demostrado, en cambio, la existencia de una proyección anterior realizada en el «Cinematografo Artistico» de Livorno el 16 de septiembre.
La obra es fuertemente anticlerical y una influencia masónica (el propio Alberini fue maestro de tercer grado en la Logia "La Concordia" de Florencia). La proyección, de hecho, fue apoyada por masones muy influyentes como Alessandro Fortis, Leonardo Bianchi y Ettore Pedotti y fue una fuerte respuesta a la renacida influencia política de la Iglesia, así como un ejemplo de la aplicación de las teorías masónicas de Ernesto Nathan, quien identificó las celebraciones y festivales como lugares de mayor atención para la difusión de la "palabra secular".
Del largometraje apenas se conservan 75 metros de los supuestamente 250 originales, con una duración de 6 minutos, restaurados y conservados por la Cineteca Nacional.
Durante su carrera cinematográfica, Alberini produjo en total 135 largometrajes, 36 documentales breves y 57 comedias, entre ellas Quo vadis?, la primera superproducción italiana.
Murió en Roma el 11 de abril de 1937 y está enterrado en la parcela familiar en el cementerio del Verano en Roma.

## Filmografía escogida

### Director
- La Malia dell'oro (1905)
- Un Colloquio disturbato (1905)
- Ginnastica moderna (1905)
- La Presa di Roma (1905)
- Nell'assenza dei padroni (1905)
- Vendetta di suonatori (1906)
- Pierrot innamorato (1906)
- La Merca del bestiame nell'agro romano (1906)
- Concorso ippico (1906)
- La Cascata delle Marmore presso Terni (1906)
- L'Albero di Natale (1906)
- Visita dei reali di Grecia a Roma (1906)
- Inaugurazione dell'Esposizione di Catania (1907)

### Director de fotografía
- La presa di Roma (1905)
- Tom Butler (1906)
- Pranzo provvidenziale (1906)
- La pila elettrica (1906)
- La gitana (1906)
- Dopo un veglione (1906)
- Cuore e patria (1906)
- La confessione per telefono (1906)
- Nozze tragiche (1906)
- Il dessert di Lulù (1906)
- Il ratto di una sposa in bicicletta (1906)
- Le ore di una mondana (1906)
- Il pompiere di servizio (1906)
- Onore rusticano (1906)
- Otello (1906)
- Triste giovinezza  (1907)
- Povera madre! (1909)
- Don Carlos (1909)
- Messalina (1910)
- Dramma alla frontiera (1910)

### Productor
- Raffaello e la Fornarina (1907)
- Siegfried (1909)
- Il piccolo garibaldino (1909)
- Parsifal (1909)
- Lo stretto di Messina (1909)
- Brutus (1911)

## Reconocimiento
- En su honor se organiza un festival de cortometrajes en su natal Orte. Además, el cine de la ciudad lleva su nombre.
- En 2019 se realizó un documental para celebrar la historia de Alberini llamado El italiano que inventó el cine fue dirigido por Stefano Anselmi,escrito junto a Giovanna Lombardi, biógrafa de Alberini. La película fue producida por Daniel Baldacci para Blue Cinema TV y fue adquirida por Rai Storia.[11]